# Sân bay Obock
Sân bay Obock (IATA: OBC, ICAO: HDOB) là một sân bay ở Obock, Djibouti.